# Francis Roussely
Cet article possède un paronyme, voir François Roussely.
Francis Roussely, né le 27 septembre 1937 à Nancy, est un pilote privé de rallye français.

## Biographie
Sa carrière en course s'étale essentiellement de 1964 (course de côte de Maron sur Alfa Romeo 1600 GTI, puis comme copilote au rallye de Lorraine), à 1988 (rallye des 1000 lacs sur Lancia Delta Intégrale, sa seule épreuve disputée en WRC).
Il roule sur voitures Renault (Gordini puis Alpine, de 1967 à 1973), puis Porsche (911 et dérivés, de 1973 à 1985).

## Titre
- Champion de France des rallyes du Groupe 3: 1972, avec Michel Borens, sur Alpine A110 1600 (5e au classement général);

## Victoires
- Rallye de Lorraine (D1): 1973 (copilote Michel Boren sur Porsche 911 S), et 1977 (copilote Christian Berguet sur Porsche 911 Carrera RSR);
- Rallye de la Luronne: 4 (1977, 1978...), sur Porsche 911 Carrera RSR;
- Rallye des vallées: 4 (1978...), sur Porsche 911 Carrera RSR;
- Rallye de Picardie: 2, sur  Porsche 911 Carrera RSR;
- Rallye Jeanne d'Arc: 1982, sur  Porsche 911 Carrera RSR;
- Ronde Ruppéenne: 1, sur  Porsche 911 Carrera RSR;
- Rallye des Vosges: 1970, 1971 et 1972, sur Alpine A110 1600;
- Rallye du Maine: 1971 et 1972, sur Alpine A110 1600;
- Rallye de Printemps: 1972, sur Alpine A110 1600;
- Critérium de Touraine:  1972, sur Alpine A110 1600;
- Rallye Yonne Morvan: 1971, sur Alpine A110 1600;
- Tour de l'Aisne: 1970, sur Alpine A110 1600 S;
- Rallye de Printemps: 1967, sur Renault 8 Gordini 1300 Gr.1;

(nb: vainqueur d'une trentaine d'épreuves françaises au total)

## Podiums en ERC
- 3e du tour de France automobile en 1977, avec Hubert Striebig sur Porsche 911 Carrera RSR;

## Podiums en championnat de France
- 2e du rallye de Lorraine en 1969, 1970, 1976, et 1985 avec Patrick Fromont sur Porsche 911 SC RS (D2 alors);
- 2e du rallye Vercors Vivarais en 1970, sur Alpine A110 1600 S.